# مارك جونستون
مارك جونستون هو سباح كندي، ولد في 31 أغسطس 1979 في سانت كاثرينز في كندا.

## روابط خارجية
- مارك جونستون على موقع الاتحاد الدولي للسباحة (الإنجليزية)
- مارك جونستون على موقع أوليمبيديا (الإنجليزية)
- مارك جونستون على موقع اللجنة الأولمبية الكندية (الإنجليزية)